# あなた説明できますか?
『あなた説明できますか?』（あなたせつめいできますか）は、2005年10月12日から2006年6月21日まで、TBS系列JNN全国ネットで放送されていたバラエティ番組である。毎日放送（MBSテレビ）と吉本興業の共同制作。2006年3月まではクイズ番組として放送された。

## 概要
当初は特番として、2005年2月26日土曜14:00 - 15:24（JST、全国ネット）と同年6月1日・9月7日の『水曜特番』（18:55 - 20:48、全国ネット）で放送され 、これらの番組が好評だったため、2005年10月12日から毎週水曜日のレギュラー放送となった。
初回は2時間スペシャルを放送し、11月2日から毎週水曜日19:25 - 19:54（JST）に放送された。また、11月23日からは2分半繰り上がり、19:22:30 - 19:54 となり、2006年4月12日放送分からは1分繰り下がり、19:24開始となった。
2006年4月にタイトルロゴを含めた一大リニューアルを実施。クイズ番組路線を捨て、『グルメリポーターが選ぶ最強グルメあなた説明できますか』と題し、スタジオに集まったグルメリポーター達がテーマ別で自身が食べた中で一番美味だったものを紹介する形式となった。

## 出演者
司会
- 今田耕司（司会兼解答者）
- 藤井隆
- 魚住りえ（単発第2回目から）

ご意見番
- 徳光和夫

グルメリポーター
- 阿藤快
- 菊田あや子
- 三笑亭夢之助
- 橋本志穂
- 彦摩呂
- 見栄晴
- 村野武範
- ヨネスケ

## 番組概要（2006年3月まで）
日常で何げなく使っている似たような2つの言葉の微妙な違いを考え、代表者1人が解答を発表する。
通常問題
ゲスト8名の内1人がキャプテンになり、まずファーストインプレッションで違いを考える。しばらく経った後に司会の藤井隆からヒントが出る。そのヒントを頼りに考えていくと司会の魚住りえから 正解が出たか出ていないかのヒントが出る。
最終的にいくつかの案に絞込み、キャプテンはセット裏の観客100人に解答をプレゼンする。正解した場合観客から拍手を受けるが、間違えると水蒸気の煙を浴びてしまう。
解答VTRは解答だけでなく周辺知識や最新情報まで流れる。
2006年1月頃からこの制度は撤廃され、ゲスト3名と今田がそれぞれの違いを考えるルールに変更された。
どっちがどっち
単発2回目の放送で初登場。似たような物の写真をみて、指定されたものがA・Bどちらかを当てる。特に賞品・ペナルティは無し。
単発3回目の放送では4人1組で行なう。基本的なルールは同じ。2順して8問連続正解でファイナルに挑戦できる。1問でも間違えればその時点で終了。ファイナルは4人で相談可能。正解すれば豪華賞品がもらえる。
2006年2月頃からこのクイズがメインになっていた。
語源説明できますか
言葉の語源を当てる。特に賞品・ペナルティは無し。
大違い見つけ隊
大違い見つけ隊のメンバーが、2つの違いを探す。
メンバーは以下の通り。
1. レイザーラモンHG
2. レギュラー
3. 次長課長
4. （未確認）
5. ペナルティ
6. ルー大柴

## スタッフ
- 声の出演：山本百合子、川津泰彦、吉原ナツキ
- ナレーション：白石涼子、小山茉美
- 構成：たちばなひとなり/福原フトシ/塩野智章、ヒロハラノブヒコ、大塚博信、八代丈寛、大船知充
- リサーチ：P・Aライターズ
- TD：石毛雄己
- CAM：永澤剛
- 音声：近藤良弘
- VE：柳沼修
- 照明：香川和代、藤井輝夫
- セットデザイン：ねもとまさ乙
- 美術進行：内藤博之
- スタイリスト：f.i.j
- メイク：TEES
- CG：DUMAS DIGITAL、松井夢壮
- タイトルデザイン：カニカピラ、姉川たく
- アニメーション：ミルトミタル
- 編集：宮本康弘、皆吉秀実
- オフライン編集：平川正治
- MA：湯井浩司、黒羽靖史
- 音効：八木賢二郎
- 編成：森田綾子（MBS）
- 宣伝：石田敦子（MBS）
- 収録スタジオ：テイクスタジオ
- 技術協力：スウィッシュ・ジャパン、プログレッソ、ザ・チューブ、ワインド・アップ、サウンドエフェクト
- 美術協力：CAVIN
- AD：大森千代美、井上章一、佐藤裕司、井上誠、宮川拓也
- ディレクター：椎葉宏治、藤本直樹/中原嘉仁、高野透矢、鳥越一夫、石坂完爾/山本カンスケ、岩崎龍二、本間和美、大久保崇
- AP：和田くりか、鈴木美絵
- 演出：松田裕士
- 制作プロデューサー：山田剛寛、村田聡子
- プロデューサー：長尾政彦（MBS）、森口尚（吉本興業）、江間浩司（NET WEB）
- チーフプロデューサー：北野弘（MBS）
- 制作協力：NET WEB
- 製作著作：毎日放送、吉本興業

## エンディングテーマ
- 藤井隆「OH MY JULIET!」（2005年10月 - 2006年2月）
- Fayray「Nostalgia」（2006年3月1日 - 同年3月15日）
- Mi「Give Me Up」（2006年4月12日 - 同年6月21日）